# 畢叔賢
毕叔贤（1200年—1255年2月5日），河北永清人，金朝末期、蒙古帝国初期将领。
毕叔贤生于金章宗承安五年，世代务农为生。蒙古帝国攻打金朝时，他才十一岁跟着親戚避難，迁居济南章丘。途中被游騎冲散走，济南总管成江见他風骨不凡，收为養子，改姓成。侯摯在東平行尚書省事，成江作为他的属官，让毕叔贤读書，樹立如成人。
1218年（戊寅），南宋軍出漣水，成江、畢叔賢随同宣撫使田琢击退南宋軍，畢叔賢以功升任为昭信校尉、遥授章丘尉。田琢署任他为軍中都統。在山東自立的义兵将领李全协助南宋軍北伐，以益都为中心控制山東。畢叔賢归附李全，担任帳前都統、後转任統制。
1226年（丙戌），带孙率领蒙古軍围攻益都，李全奋力守城。一年後，1227年（丁亥）四月，城内粮尽。李全想要闭门自尽，毕叔贤劝他到：“公死城破，大兵一至，城中百姓全都被屠杀。公降，必不死，何惜屈一身，而不为城中百姓考虑呢？”李全于是向带孙的长官太師孛鲁纳降。蒙古受降，保全了李全的势力，而且没有屠杀城中百姓。
投降蒙古後，太師孛鲁命畢叔賢跟随成江到山東西部的東平归属于严实。妖人李佛子之狱，牵连万人，严实想要全部诛殺，畢叔賢劝他不要诛戮无辜，严实听从。严实承制授毕叔贤为行军总领，遥授邹平、齐河两县令。
1233年（癸巳），严实命毕叔贤由成姓改回畢姓。畢叔賢的生父生母在章丘病故，他在魯城之東原修建畢家新墓。1240年（庚子）担任邻清县令。1246年（丙午）被任命为怀远大将軍、濮州刺史。1254年（甲寅、元憲宗四年）担任本路課税所長官，同年十二月二十七日（1255年2月5日）在家中去世，时年五十五岁。